# Rogač
Rogač is een plaats op het eiland Šolta in de Kroatische provincie Split-Dalmatië. De plaats telt 100 inwoners (2001).